# Li Hongzhang
Li Hongzhang o Li Hung-chang (Hefei, 15 de febrero de 1823-Pekín, 7 de noviembre de 1901) fue un estadista que representó a China en la serie de negociaciones que sucedieron al finalizar la guerra franco-china (1883-1885), la primera guerra sino-japonesa (1894-1895) y la rebelión de los Bóxers (1900).

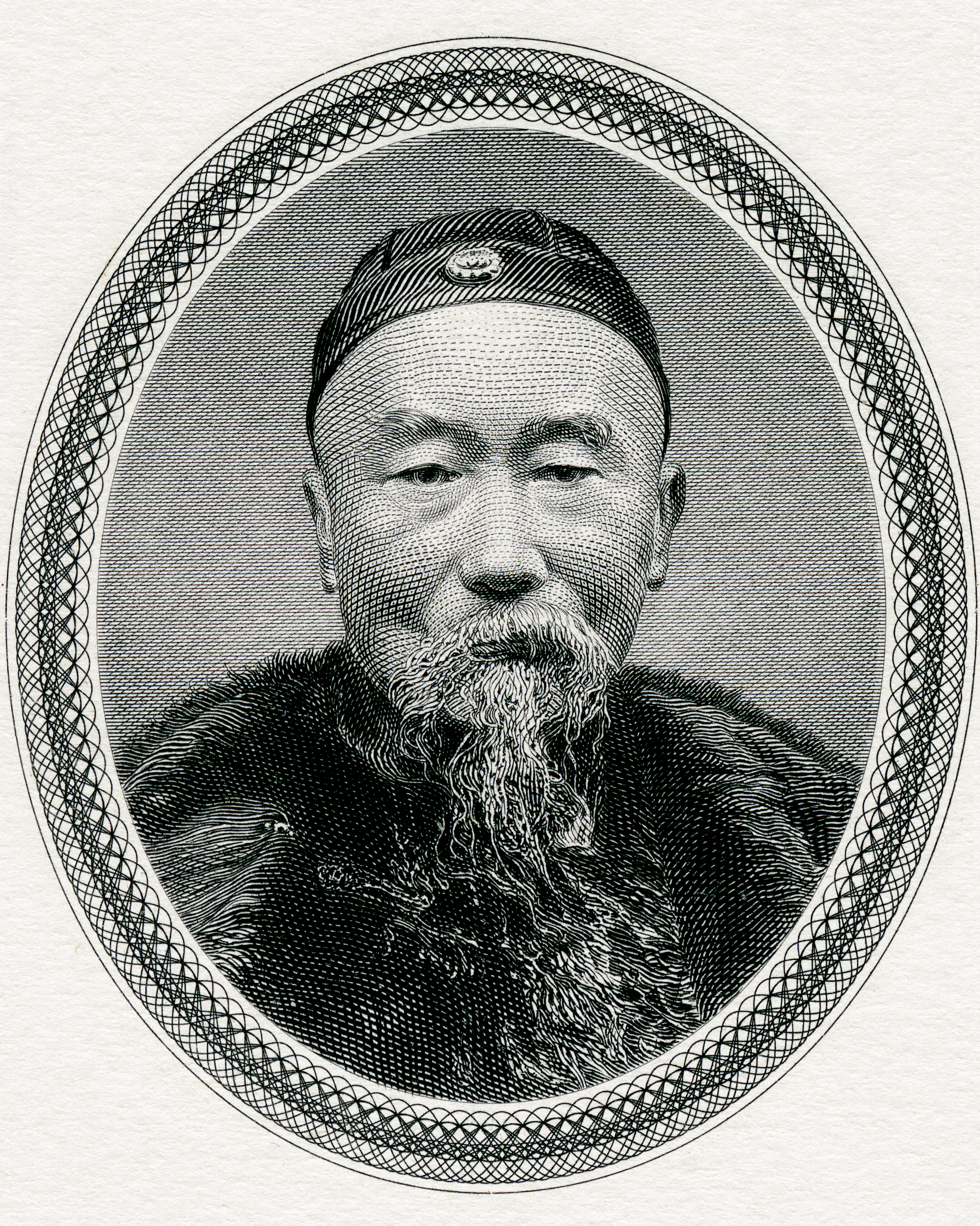

En gran parte de los comienzos de su carrera, Hongzhang ayudó con la supresión de la rebelión Taiping (1850-1864) y denigró a la rebelión Nian (1852-1868). En aquel entonces, se puso en contacto con los europeos (en especial con el inglés Charles George Gordon) y sus armas, convenciéndose de que China necesitaba del ingenio occidental si quería proteger su soberanía.
En 1870, cuando Hongzhang fue designado gobernador general de la provincia capitalina Zhili, fue capaz de crear un arsenal, fundar una academia militar, establecer dos modernas bases navales, adquirir buques de guerra y emprender otras medidas de fortalecimiento. Aunque la modernización que él esperaba para preservar la China tradicional, no pudo implantarse completamente mediante estas innovaciones, al final, fue fatalmente obstaculizado por el sistema que trataba de proteger.